# Phyllodromica algerica
Phyllodromica algerica är en kackerlacksart som först beskrevs av Bolívar 1881.  Phyllodromica algerica ingår i släktet Phyllodromica och familjen småkackerlackor. Inga underarter finns listade i Catalogue of Life.